# Cyclophora nolaria
Cyclophora nolaria är en fjärilsart som beskrevs av Jacob Hübner 1800/08. Cyclophora nolaria ingår i släktet Cyclophora och familjen mätare. Inga underarter finns listade i Catalogue of Life.